# Financiamento climático no Marrocos

Usina solar de Noor em Ouarzazate

O financiamento climático no Marrocos refere-se aos fluxos públicos e privados destinados a mitigar emissões, ampliar a participação de energias limpas e aumentar a resiliência a choques meteorológicos num país exposto a secas, ondas de calor e variabilidade pluviométrica. As características climáticas combinadas com crescente estresse hídrico e sinais de desertificação no sul e no interior tornam prioritária a mobilização de recursos para adaptação e transição energética.
No plano institucional, a agenda financeira do clima apoia-se em instrumentos nacionais recentes: a NDC atualizada e o Plano Nacional de Adaptação, além do Plano Nacional contra as Alterações Climáticas, que orientam a programação de investimentos e a coordenação interministerial. Em fóruns internacionais o país também avançou — durante a COP28 apresentou um novo plano com objetivo de neutralidade carbônica até 2050 — o que reforça demandas por fontes de financiamento compatíveis com metas de longo prazo.
O ecossistema de financiamento reúne fontes públicas, títulos verdes estatais e privados, grandes investimentos privados e crédito internacional. Em 2016 a MASEN emitiu o primeiro título verde marroquino; no mesmo ano o Banco da África lançou obrigações verdes de 500 milhões de dirhams e o Banque Centrale Populaire emitiu 135 milhões de euros em títulos verdes. Projetos privados de grande escala também estão na pauta: em 2025 foi aprovado um pacote de iniciativas de hidrogênio verde avaliadas em 319 bilhões de dirhams. A cooperação externa tem papel relevante — a União Europeia anunciou programas de 624 milhões de euros em 2023 e, em 2025, instituições como o EBRD em parceria com o Fundo Verde para o Clima, a UE e o Canadá concederam 70 milhões de euros ao Banco da África para reempréstimo a PMEs.
As metas nacionais incluem elevar a participação das renováveis para mais de 52% da matriz até 2030, com cerca de 10 GW adicionais previstos; hoje o país conta com cerca de 4,55 GW de capacidade renovável instalada (c. 38% da capacidade elétrica total). A ampliação de infraestrutura hídrica também avança: a estação de dessalinização de Agadir atende cerca de 1 milhão de habitantes, e o governo projeta mais plantas de dessalinização e investimentos substanciais para reduzir a vulnerabilidade hídrica.

## Contexto climático e vulnerabilidades

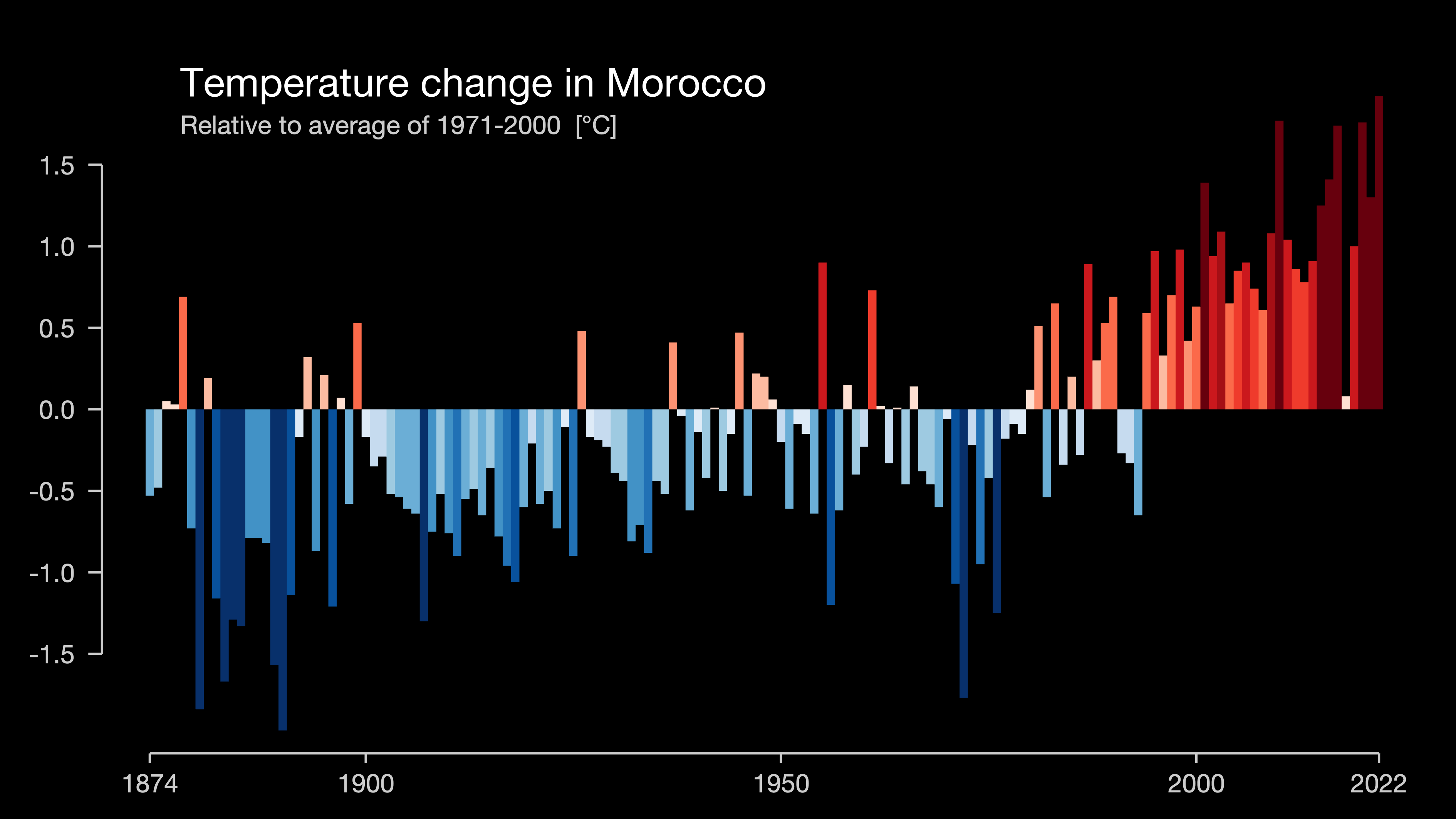
Mudança de temperatura com base na média anual do país, de 1874 a 2022 (em inglês).

O clima de Marrocos é mediterrânico nas zonas costeiras e semi-árido a árido no interior e no sul, o que já o torna particularmente sensível a variações hidrometeorológicas. As temperaturas médias têm aumentado nas últimas décadas e as projeções indicam que o país aquecerá a uma taxa superior à média global nas próximas décadas.:6
As principais mudanças observadas e projetadas que moldam as vulnerabilidades do país incluem o aumento da frequência e intensidade de ondas de calor, uma tendência geral de redução das chuvas anuais em grande parte do território e o agravamento de secas prolongadas — fatores que ampliam o risco de déficit hídrico, redução de vazões fluviais e perda de umidade do solo.:3
Marrocos enfrenta níveis elevados de estresse hídrico devido à combinação de clima seco, crescimento da demanda e exploração excessiva de aquíferos.:5-6 Estudos por sensoriamento remoto e análises hidrológicas apontam para uma tendência de piora das secas e para alterações no regime pluviométrico que reduzem a disponibilidade de água em regiões-chave.:7 A agricultura marroquina é fortemente dependente da precipitação e de recursos hídricos regionais — por isso, secas frequentes e maior variabilidade climática aumentam a exposição de pequenos produtores e afetam a produção e a renda agrícola.:15

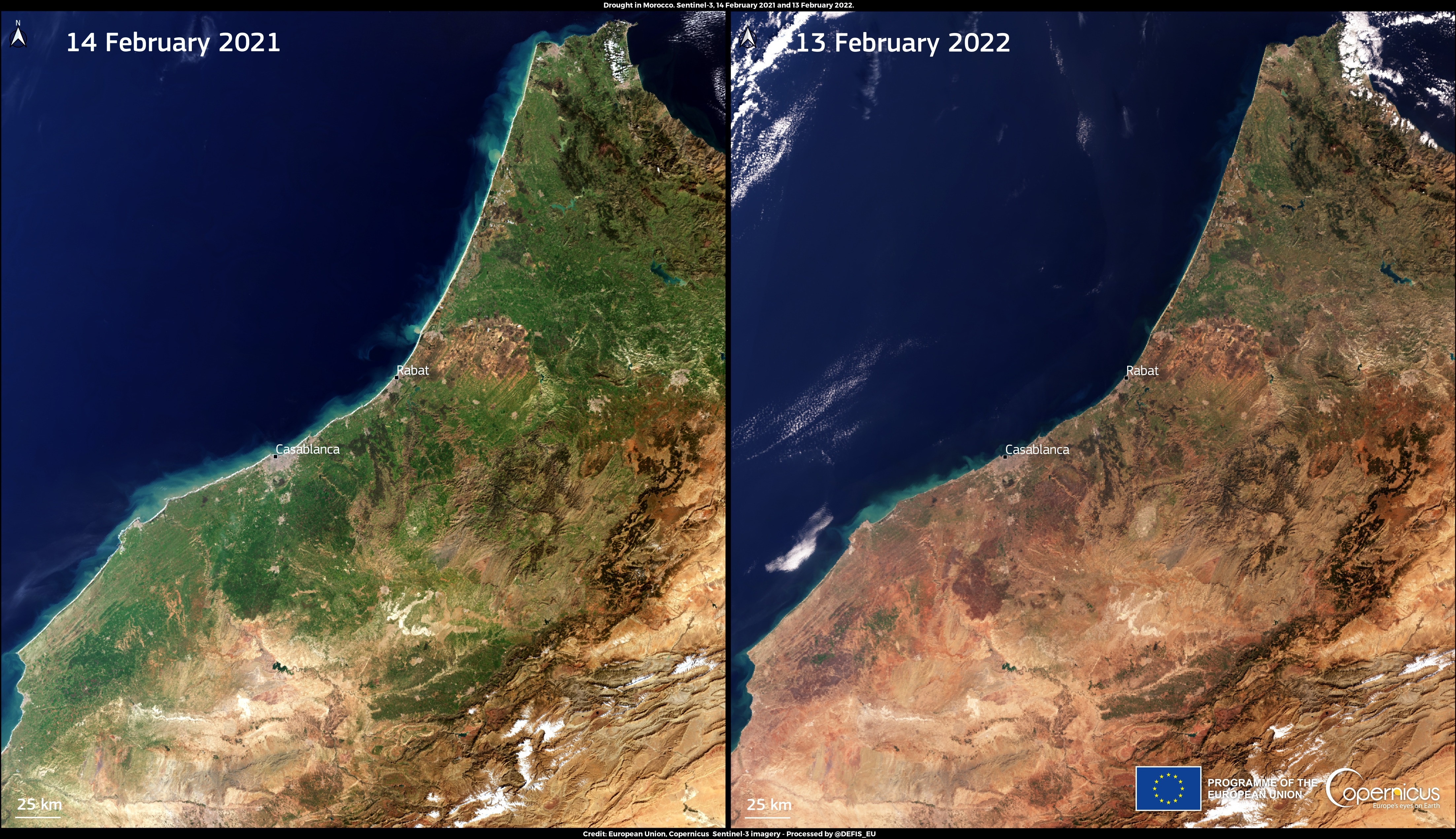
Efeitos da seca visíveis em imagens de satélite tiradas em fevereiro de 2021 e fevereiro de 2022.

Áreas do sul e do interior de Marrocos apresentam sinais de desertificação, perda de cobertura vegetal e degradação de sistemas tradicionais de irrigação. Trabalhos de campo e análises por satélite documentam avanço da degradação nessas zonas sensíveis e riscos crescentes para meios de subsistência locais. Variamente, grande parte da população e da atividade econômica concentra-se na zona costeira, de modo que a elevação do nível do mar, a erosão costeira e a intensificação de tempestades representam riscos relevantes para infraestrutura, portos e turismo; avaliações regionais apontam exposição substancial de áreas urbanas e infraestruturas costeiras a inundações e erosão atualmente e nas próximas décadas.
Além de secas e ondas de calor, Marrocos tem registrado episódios de chuva extrema e inundações locais — o aumento das concentrações de gases de efeito estufa, o impacto antropogênico sobre os recursos florestais e a variabilidade dos regimes da Oscilação do Atlântico Norte contribuem conjuntamente para a redistribuição das massas de ar, favorecendo a intensificação desses eventos extremos.
A exposição ao risco é assimétrica: comunidades rurais dependentes da agricultura e populações em áreas periféricas com serviços insuficientes e ecossistemas frágeis costumam ter menor capacidade adaptativa.

## Marcos legais e institucionais
O Plano Nacional de Adaptação (2022–2030) consolida ações setoriais e busca articular medidas de curto e médio prazo para reduzir vulnerabilidades, servindo de referência para a programação de investimentos públicos e para pedidos de financiamento internacional. Em complemento, a NDC atualizada (submetida em 2021) define objetivos condicionais e incondicionais de redução de emissões e amplia o componente de adaptação, funcionando como quadro orientador para projetos e programas que buscam apoio financeiro externo.
Paralelamente, Marrocos elaborou um Plano Nacional contra as Alterações Climáticas que agrega iniciativas ministeriais e fornece um quadro de ação que orienta políticas setoriais e coordenação interministerial. Esse instrumento tem sido usado para apresentar inventários de emissões e projeções de impactos, assim como estabelecer medidas de mitigação e de adaptação para áreas como previsão meteorológica, recursos hídricos, agricultura e saúde.
Durante a COP28, Marrocos apresentou um novo plano nacional que visa neutralidade carbônica até 2050, com foco na descarbonização dos setores de energia, transportes, indústria e agricultura.
O governo e operadores tem estruturado leilões e contratos de compra de energia que garantem a bancabilidade dos projetos buscam atrair produtores independentes.

## Financiamento público
No plano institucional, a liderança política e técnica responsável pela fiscalização das leis referentes ao clima e direcionamento de investimentos é centralizada no Ministério da Transição Energética e Desenvolvimento Sustentável. Dentro dessa estrutura ministerial funcionam alguns aparatos dedicados ao clima: desde departamentos técnicos (como a Divisão de Mudanças Climáticas e Economia Verde) até comissões nacionais (por exemplo, a Comissão Nacional para as Alterações Climáticas e Biodiversidade) que visam coordenar políticas, acompanhar compromissos internacionais e articular o trabalho com organismos subnacionais.
A implementação técnica e operacional envolve várias agências públicas especializadas — entre as mais relevantes no setor energético e de infraestrutura estão a MASEN (Agência Marroquina para Energias Sustentáveis) e a ONEE (Escritório Nacional de Eletricidade e Água Potável) — que atuam na execução de projetos, atração de investimentos e regulação operacional do setor elétrico.
No domínio econômico, o Ministério da Economia e das Finanças tem vindo a integrar preocupações climáticas nas decisões orçamentais (inclusive iniciativas de "etiquetagem climática" e discussão de uma taxonomia verde para orientar investimentos públicos), enquanto a gestão do acesso a fundos internacionais passa por estruturas de coordenação que conectam a autoridade financeira, o Ministério e a autoridade nacional designada junto de fundos multilaterais.
A expansão de infraestruturas hídricas, em particular plantas de dessalinização e obras de transferência de água, tem sido tratada como prioridade pública para reduzir a vulnerabilidade a secas prolongadas. O governo apoiou financeiramente projetos com capacidade crescente, incluindo plantas em operação e outras em construção, com metas de ampliar substancialmente a produção de água potável até 2030.
Em 2016 a MASEN emitiu o primeiro título verde marroquino, no valor de 1,15 bilhões de dirhams (c. 106 milhões de euros) para financiar partes do complexo solar Noor em Ouarzazate.

## Financiamento privado
Vários projetos de energia limpa e tecnologia verde no Marrocos contam com capitais e serviços de empresas privadas internacionais. Em 2025, um comitê do governo aprovou grandes projetos de hidrogênio verde avaliados em 319 bilhões de dirhams (32,5 bilhões de dólares). Essas iniciativas serão lideradas por consórcios privados: o estadunidense Ortus, a espanhola Acciona e a alemã Nordex produzirão amônia verde; as empresas dos Emirados TAQA e da Espanha Cepsa produzirão amônia e combustível limpo; a saudita ACWA Power produzirá aço verde; e companhias chinesas (UEG e Three Gorges) também produzirão amônia. O objetivo declarado é posicionar o Marrocos como grande exportador de combustíveis verdes, alinhando-se às metas europeias de importação de hidrogênio renovável.
Na sequência da emissão do primeiro título verde nacional pela estatal MASEN, bancos locais passaram a emitir seus próprios títulos. Em 2016 o Banco da África lançou obrigações verdes de 500 milhões de dirhams (c. 45 milhões de euros) de cinco anos para projetos renováveis, e pouco depois a Banque Centrale Populaire emitiu 135 milhões de euros em títulos verdes de dez anos.

## Cooperação internacional e financiamento externo
A União Europeia anunciou em 2023 programas de cooperação de 624 milhões de euros para apoiar a transição energética marroquina e reformas na política climática. Nesse contexto, foi firmada em 2022 uma "parceria verde" UE–Marrocos para investir em tecnologia limpa, energias renováveis e mobilidade sustentável.

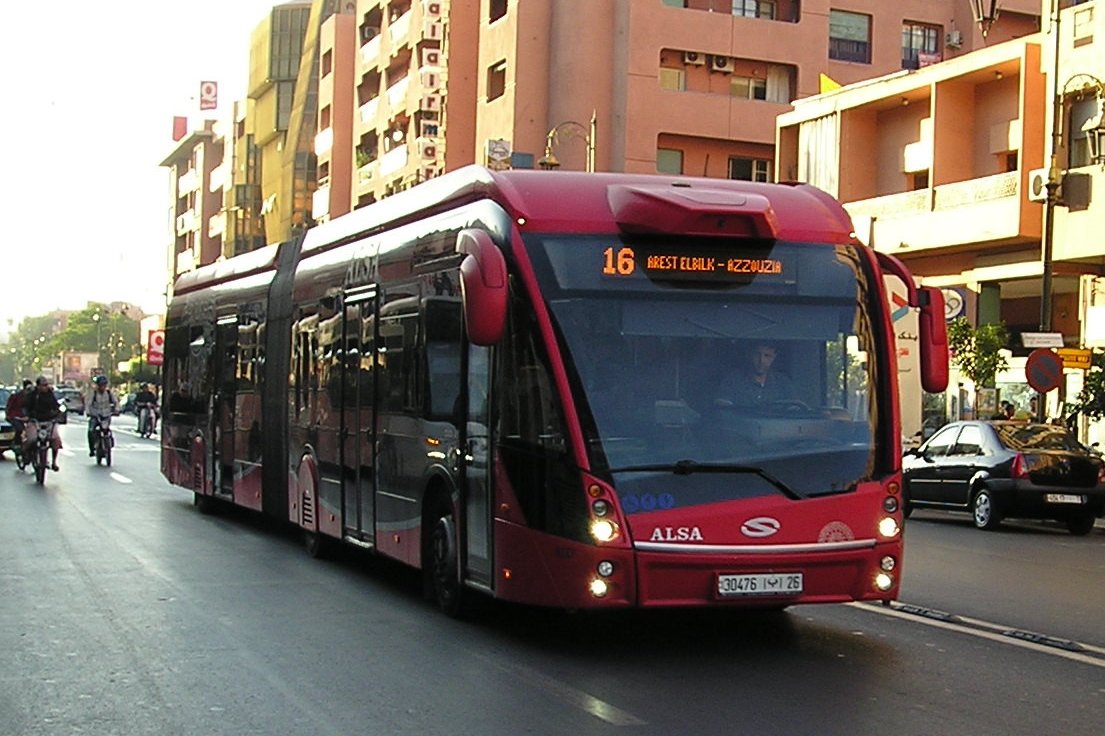
Ônibus híbrido em Marraquexe.

Bancos comerciais e instituições financeiras internacionais têm ampliado o crédito verde para empresas marroquinas. Em 2025, o EBRD (Banco Europeu para Reconstrução e Desenvolvimento), em parceria com o Fundo Verde para o Clima (FVC), a UE e o Canadá, concedeu um empréstimo de 70 milhões de euros ao Banco da África no Marrocos para reempréstimo a pequenas e médias empresas que invistam em mitigação e adaptação climática. Dentro do mesmo projeto, o Banco SAHAM captou 55 milhões de euros em 2025 para linhas de crédito que financiarão projetos privados de transição energética e desenvolvimento sustentável.
Um programa de parceria com a Coreia do Sul por meio da KOICA (Agência de Cooperação Internacional da Coreia) financiou a introdução de ônibus elétricos em Rabat, com aporte reportado em cerca de 13 milhões de dólares para aquisição de frotas elétricas e iniciativas de capacitação para operação e manutenção.
A União Europeia incluiu apoio à agricultura e à floresta no âmbito da sua parceria verde com Marrocos (programa Terre Verte), que prevê financiamento e assistência técnica para práticas agrícolas e florestais mais sustentáveis no quadro da agenda 2020–2030.

## Principais setores beneficiados
A transição energética é a prioridade do país, visando aumentar a participação de renováveis (solar, eólica, hídrica) na matriz até mais de 52% em 2030. Essa meta traduz-se num plano para acrescentar cerca de 10 GW de nova capacidade renovável até 2030 (aproximadamente 4,56 GW solar, 4,2 GW eólica e 1,33 GW hídrica).
A adaptação ao clima em Marrocos concentra-se em duas frentes complementares: a promoção de práticas agrícolas resilientes e a gestão integrada dos recursos hídricos. Nas últimas décadas o governo intensificou programas de modernização da irrigação, com ampla difusão de sistemas de gotejamento e práticas de agricultura ecoeficiente. Em paralelo, o país tem lançado programas de dessalinização para reduzir a pressão sobre aquíferos e reservatórios.
Projetos de mobilidade sustentável (transporte público elétrico, infraestrutura para veículos limpos) também recebem apoio, alinhados à meta de redução de consumo de energia elétrica nos transportes. Por exemplo, o a parceria com a KOICA em Rabat, na aquisição de frotas de ônibus elétricos.
A gestão florestal sustentável integra a agenda climática, contribuindo à adaptação e aos sumidouros de carbono. Marrocos participa de iniciativas regionais e internacionais de restauração de paisagens e programas de reflorestamento e manejo sustentável apoiados por parceiros europeus, como o Terre Verte. Há também iniciativas de caráter comunitário e de conservação sustentável que apostam em modelos de agroflorestamento e manejo participativo com a dupla finalidade de proteger ecossistemas e gerar renda para populações locais.

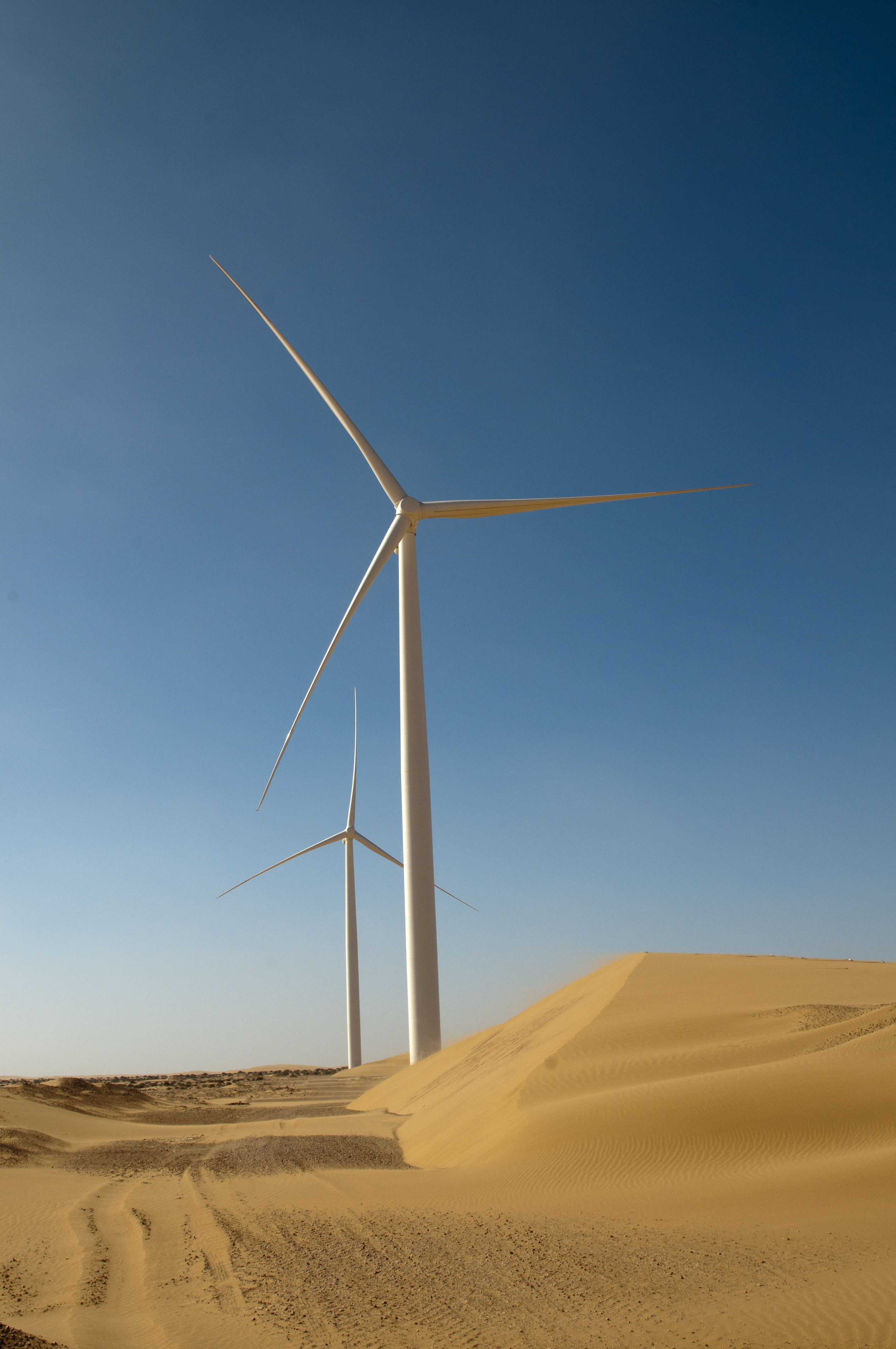
Parque eólico de Tarfaya.

## Impactos e resultados
Como resultado dos investimentos em energia limpa, a capacidade renovável instalada atingiu cerca de 4,55 GW (38% da capacidade elétrica total), colocando o Marrocos entre os cinco maiores países africanos em geração limpa. Usinas solares como as do complexo Noor em Ouarzazate e parques eólicos existentes somam aproximadamente 765 MW de energia limpa operando no país.
Além disso, Marrocos alcançou praticamente acesso universal à eletricidade, com programas de electrificação e sistemas solares descentralizados que elevaram a taxa de eletrificação rural para quase 100% nos últimos anos.
Em resultados de ações de adaptação, a estação de dessalinização de Agadir em operação desde 2022 teve papel crucial: com vazão de cerca de 275.000 m³ por dia, ela garante água potável para uma cidade de c. 1 milhão de habitantes além de irrigação agrícola local. Sem essa planta, haveriam cortes graves no abastecimento hídrico da população, que tem suas reservas vazias após períodos de seca.

## Críticas e controvérsias

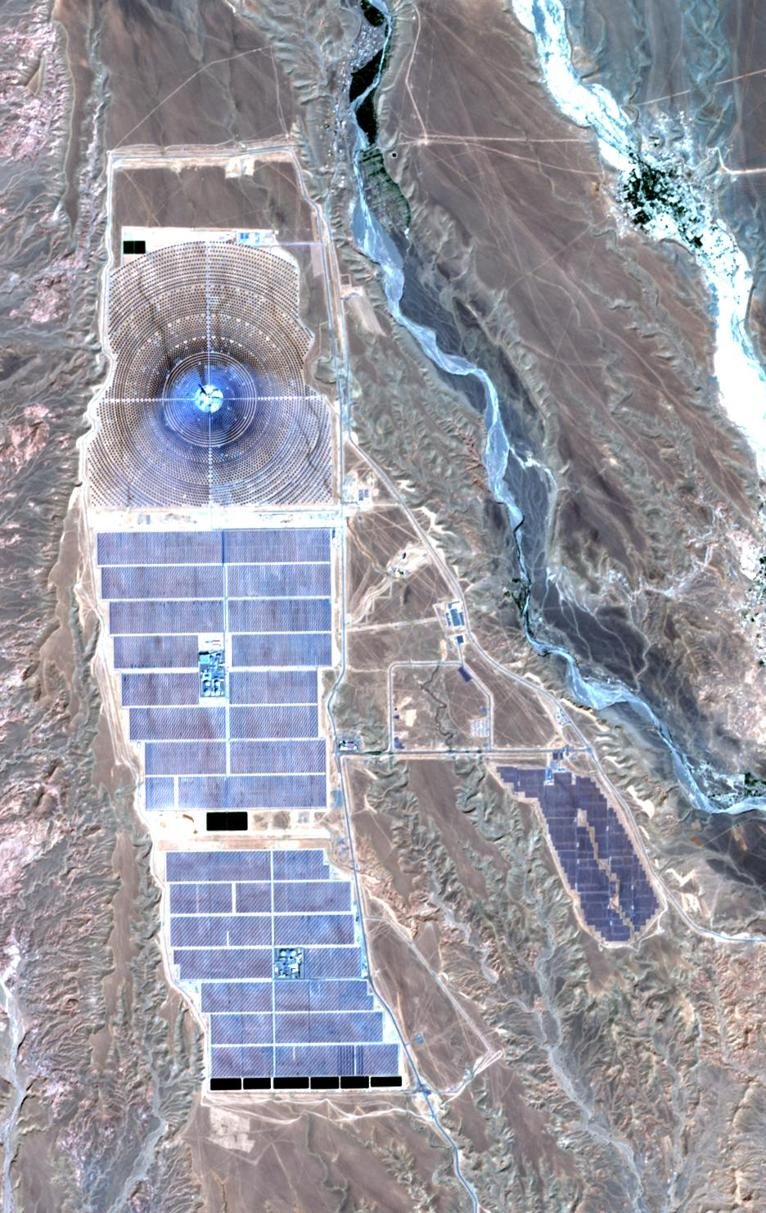
Vista superior da usina de Noor.

A pesquisadora Zakia Salime, com base em trabalho de campo e entrevistas em Ouarzazate, afirma que o complexo solar Noor alterou trajetos tradicionais, restringiu o acesso a pastagens comunais e afetou modos de vida locais; ela contesta a narrativa oficial que descreve as terras como "vazias". Outra acadêmica, Sarah Ryser, ao pesquisar Noor descreve o projeto como uma "máquina antipolítica" que tende a excluir canais genuínos de participação; seu estudo destaca impactos diferenciados por gênero e lacunas nos mecanismos de consulta durante o planejamento. Ambas pesquisadoras apontam risco de perda de acesso a recursos de pastoreio e competição por água e terra quando grandes parques ocupam áreas tradicionais de pastoreio, recomendando salvaguardas específicas para populações pastorais.
Houveram paralisações e dificuldades técnicas em componentes de energia solar concentrada (CSP) no complexo Noor e impasses sobre o uso de CSP versus baterias no projeto Noor Midelt; essas falhas motivaram debates sobre custo-efetividade e contínua revisão tecnológica.
Em um panorama energético mais geral, uma dupla de pesquisadoes criticam o Plano Solar Marroquino por potencialmente reproduzir desigualdades territoriais e por forte dependência de financiamento externo, com benefícios locais distribuídos de forma desigual.
A ONG Western Sahara Resource Watch (WSRW) documenta e critica parques eólicos e solares implantados no Saara Ocidental ocupado, argumentando que esses investimentos podem legitimar a ocupação e que não houve consentimento das populações saarauís.
No contexto de mercado, a Carbon Market Watch apontou controvérsias sobre registros de projetos e créditos de carbono no território disputado, questionando a validade da "aprovação do país anfitrião" e alertando para riscos reputacionais quando créditos são gerados sem garantias de legitimidade.
O ex-primeiro-ministro Abdelilah Benkirane e deputados do PJD acusaram publicamente o primeiro-ministro Aziz Akhannouch de conflito de interesse em relação ao contrato da dessalinização de Casablanca, exigindo esclarecimentos e investigação parlamentar sobre a sua ligação com a empresa contratada para o projeto.

## Perspectivas futuras
Em relação às metas nacionais, a implementação integral da NDC atualizada requer investimentos na ordem de 78 bilhões de dólares até 2030, o que reforça a expectativa de ampliar aportes financeiros nacionais e internacionais.:8
No horizonte próximo estão planejados novos projetos de grande escala, em 2025 foi anunciado o primeiro parque eólico offshore de 1.000 MW em Essaouira, previsto para operar a partir de 2029. Além disso, o governo planeja ampliar as soluções de dessalinização — estão previstos mais 12 empreendimentos do gênero para 2035, com um investimento estimado em 12 bilhões de dólares até 2027.